# Alan J. Pakula
Alan Jay Pakula (Nova York, 7 d'abril de 1928 - Melville, 19 de novembre de 1998) fou un director de cinema estatunidenc, guionista i productor conegut per les seves contribucions al gènere de thriller de conspiració.

## Carrera
Pakula va començar la seva carrera de Hollywood com a assistent al departament de dibuixos animats de la Warner Brothers. El 1957, va emprendre la seva primera producció per la Paramount Pictures. El 1962, va produir To Kill a Mockingbird, per la qual va ser nominat a l'Oscar a la millor pel·lícula. El 1969, va dirigir el seu primer llargmetratge, The Sterile Cuckoo, protagonitzada per Liza Minnelli.
El 1971, Pakula va fer el primer lliurament del que d'una manera informal s'ha conegut com la seva trilogia de la paranoia. Klute, la història de la relació d'un detectiu privat amb una prostituta (interpretada per Jane Fonda, que va guanyar un Oscar per la seva actuació), va ser un èxit comercial i crític. Va seguir el 1974 amb The Parallax View protagonitzada per Warren Beatty, un laberíntic thriller post-Watergate que incloïa assassinats polítics. La pel·lícula va ser notable pel seu ús experimental d'unes imatges hipnòtices d'una pel·lícula dins una pel·lícula en la qual el protagonista és induït a la Parallax Corporation, i, encara que no aparent, a l'empresa hi ha terrorisme intern.
Finalment, el 1976, Pakula completà la trilogia amb Tots els homes del president, basada en el best-seller de l'escàndol de Watergate, escrit per Bob Woodward i Carl Bernstein, que es reprodueix en la pel·lícula per Robert Redford i Dustin Hoffman. Va ser un altre èxit comercial, considerat per molts crítics i fans com un dels millors thrillers de la dècada de 1970.
Pakula va anotar un altre èxit el 1982 amb La decisió de la Sophie, protagonitzada per Meryl Streep. El seu guió, basat en la novel·la de William Styron, va ser nominat per a un Oscar. Altres èxits comercials inclosos Presumpte innocent, basada en la reeixida novel·la de Scott Turow, i un altre thriller polític, L'informe Pelicà, una adaptació del best-seller de John Grisham.

## Filmografia
| Any  | Títol                                                  | Notes                          |
| ---- | ------------------------------------------------------ | ------------------------------ |
| 1957 | Fear Strikes Out                                       | Productor                      |
| 1962 | To Kill a Mockingbird                                  | Productor                      |
| 1963 | Love with the Proper Stranger                          | Productor                      |
| 1965 | Baby the Rain Must Fall                                | Productor                      |
| 1965 | La rebel (Inside Daisy Clover)                         | Productor                      |
| 1967 | Escala prohibida (Up the Down Staircase)               | Productor                      |
| 1968 | La nit dels gegants (Comes a Horseman)                 | Productor                      |
| 1969 | The Sterile Cuckoo                                     | Director, Productor            |
| 1971 | Klute                                                  | Director, Productor            |
| 1973 | Love and Pain and the Whole Damn Thing                 | Director, Productor            |
| 1974 | The Parallax View                                      | Director, Productor            |
| 1976 | Tots els homes del president (All the President's Men) | Director                       |
| 1978 | Arriba un genet (Comes a Horseman)                     | Director                       |
| 1979 | Starting Over                                          | Director, Productor            |
| 1981 | Una dona de negocis (Rollover)                         | Director                       |
| 1982 | La decisió de la Sophie (Sophie's Choice)              | Director, Productor, guionista |
| 1986 | Dream Lover                                            | Director, Productor            |
| 1987 | Orphans                                                | Director, Productor            |
| 1989 | See You in the Morning                                 | Director, Productor, guionista |
| 1990 | Presumpte innocent (Presumed Innocent)                 | Guionista, director            |
| 1992 | Consenting Adults                                      | Director, Productor            |
| 1993 | L'informe Pelicà (Pelican Brief)                       | Director, Productor, guionista |
| 1997 | L'ombra del diable (The Devil's Own)                   | Director                       |